# Cuenca artesiana
Se denomina cuenca artesiana a la formación geográfica (básicamente hidrográfica y geológica) caracterizada por ser una cuenca con importantes capas freáticas (subterráneas) que reciben aportes hídricos también importantes merced a que tal tipo de cuenca se halla total o parcialmente rodeada de zonas bastante elevadas sobre el nivel del mar (o en todo caso sobre el nivel de base de la cuenca) en las cuales, casi de continuo, se condensa la humedad atmosférica o se producen precipitaciones en formas de lluvias o nevadas.

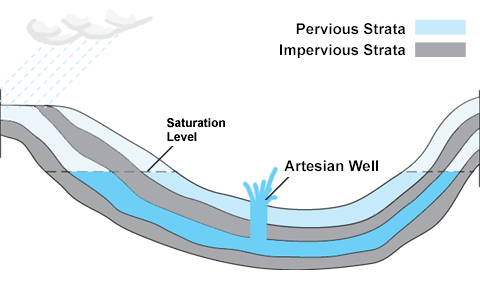
Esquema de un pozo artesiano en el fondo -o sima- de una cuenca artesiana.

Una cuenca artesiana es entonces básicamente una cuenca hídrica subterránea (el relieve sobre el terreno puede o no ser hundido) que recibe aportes hídricos desde niveles muy superiores y generalmente a bastante distancia de las surgientes o pozos artesianos que se suelen encontrar en el fondo de la cuenca; es por este motivo que las aguas artesianas debido a la combinación gravedad/presión se elevan verticalmente con bastante fuerza tratando de alcanzar el nivel del aporte hídrico recibido desde las napas en las alturas, pero la fuerza de gravedad y la presión atmosférica disminuyen la potencia de la fuerza ascensional de las aguas que surgen desde las napas freáticas artesianas.
Las cuencas artesianas suelen compartir aspectos con los acuíferos: son en su mayor parte subterráneas, suelen portar agua dulce, requieren de zonas de carga hídrica (por precipitaciones) que son casi siempre relativamente elevadas y zonas de descarga que son bajas, la mayor diferencia notoria es que un acuífero suele tener su descarga en sistemas fluviales.
Las cuencas artesianas geológicamente, a diferencia de un acuífero, no requieren siempre de un estrato subterráneo que funcione como gran cisterna; las cuencas artesianas propiamente dichas se constituyen a partir de uno o más estratos permeables (arenas, estratos calcareos, gravas etc.) por los que fluye el agua, tales estratos permeables están limitados siempre por debajo por un o varios estratos impermeables (rocas, arcillas etc.) y generalmente también el estrato permeable está recubierto por un estrato menos permeable (por ejemplo arenas muy sedimentadas y compactadas).
De las varias cuencas artesianas que existen en el planeta Tierra, la más extensa conocida es la Gran Cuenca Artesiana del sudeste de Australia; esta gran cuenca abarca cientos de miles de kilómetros cuadrados, recibiendo sus principales caudales desde los "Alpes Australianos" (o "Gran Cadena Divisoria"). La Gran Cuenca Artesiana Australiana permite una irrigación regular mediante pozos y bombeos en los extensos territorios que de otro modo serían eriales ya que reciben precipitaciones de <500mm/año (menos de 500 milímetros en un año).

## Otros ejemplos
Aunque el valle en donde se encuentra la actual megalópolis de la Ciudad de México no es en todo estrictamente una cuenca artesiana reúne gran parte de las características de una cuenca artesiana: las precipitaciones pluviales, la condensación de la humedad atmosférica y las más raras precipitaciones nivales se dan principalísimamente en las montañas que rodean al valle en donde se ubica la Ciudad de México; en este caso los elevados bosques naturales forman una nimbosilva que ayuda a condensar y retener la humedad atmosférica, el agua se escurre subterránemente hacia abajo desde los árboles a un suelo de porosas rocas volcánicas (piedra pómez etc.) y desciende hasta el fondo del valle formando, en lugar de pozos artesianos, el importante lago de Texcoco.

## Etimología
La adjetivación artesiana procede del gentilicio que corresponde a la región de Artois (en formas latinizadas y en español arcaico llamado Artesia), en donde se hicieron famosos los primeros "pozos artesianos".